# Odontolabis delessertii
Odontolabis delessertii là một loài bọ cánh cứng trong họ Lucanidae. Loài này được GUERIN-MENEVILLE mô tả khoa học năm 1843.